# Estación de Tejares-Chamberí
Tejares-Chamberí es una estación de ferrocarril situada en el municipio español de Salamanca, perteneciente a la red de Adif. Las instalaciones se encuentran situadas al otro lado del río Tormes. La estación cumple funciones logísticas, como labores de clasificación y apartadero de trenes de mercancías.

## Situación ferroviaria
La estación se encuentra situada en el punto kilométrico 6,33 de la línea férrea de ancho ibérico Medina del Campo-Vilar Formoso, entre las estaciones de Salamanca-La Alamedilla y Barbadillo-Calzada. El kilometraje se corresponde con el trazado histórico del ferrocarril Salamanca-Vilar Formoso.

## Historia
La línea Salamanca-Vilar Formoso fue abierta al tráfico el 25 de mayo de 1886, lo que materializaba el proyecto de la Compañía del Ferrocarril de Salamanca a la Frontera Portuguesa que llevó a cabo las obras. La primitiva estación de Tejares fue construida al oeste de Salamanca, en el punto kilométrico 5,836. Disponía de un sencillo edificio de viajeros, así como almacenes, dos vías de paso y varias vías muertas. En 1928 las instalaciones pasaron a manos de la Compañía Nacional de los Ferrocarriles del Oeste, que se hizo también con el control de todas las infraestructuras ferroviarias de Salamanca.
En 1935 la compañía «Oeste» hizo una propuesta para construir una nueva variante que permitiese enlazar el ferrocarril que iba a Portugal con la línea Plasencia-Astorga, de carácter transversal, construyendo para ello una nueva variante al sur de Salamanca que se denominaría como Bifurcación de La Serna. El proyecto fue aprobado en 1944, ya bajo administración de la estatal RENFE, inaugurándose la nueva variante en agosto de 1954. Como parte de dichas obras se construyó una nueva estación de Tejares al sur de la ciudad, que acabaría siendo conocida como «Tejares-Chamberí». En origen las instalaciones contaban con un edificio de viajeros y seis vías, si bien con posterioridad estas se ampliaron por la construcción de un silo de trigo.
Desde enero de 2005 el ente Adif es la titular de las instalaciones ferroviarias, mientras que Renfe Operadora explota la línea.